# Skaraborg megye
Skaraborg megye (Skaraborgs län) Svédország egyik megyéje volt 1998. december 31-éig, amikor Göteborg & Bohus valamint Älvsborg megyékkel összevonták, hogy megalakítsák Västra Götaland megyét. A megyeközpont Mariestad volt.

## A kormányzók listája
- Harald Strömfelt (1695–1707)
- Carl Gustaf Soop (1707–1711)
- Germund Cederhielm d.ä. (1712–1716)
- Germund Cederhielm d.y. (1716)
- Peter Scheffer (1716–1723)
- Gustaf Rålamb (1723–1727)
- Erik Wrangel (1727–1729)
- Gustaf Palmfelt (1729–1733)
- Frans Joachim Ehrenstrahl (1733–1735)
- Gabriel Falkenberg (1735–1748)
- Gabriel Gabrielsson Falkenberg (1748–1761)
- Adam Otto Lagerberg (1761–1778)
- Claes Erik Silfverhielm (1778–1784)
- Claes Julius Ekeblad (1784–1796)
- Johan Adam Hierta (1796–1810)
- Georg Adlersparre (1810–1824)
- Arvid Posse (1824–1831)
- Carl Henrik Gyllenhaal (1831–1837)
- Wilhelm Albrecht d'Orchimont (1837–1851)
- Anders Peter Sandströmer (1851–1857)
- Jonas Wærn (1857–1866)
- Carl Malmsten (1866–1879)
- Cornelius Sjöcrona (1879–1906)
- Fabian de Geer (1906–1917)
- Axel Ekman (1917–1935)
- Carl Mannerfelt (1935–1951)
- Fritiof Domö (1951–1956)
- Bertil Fallenius (1956–1967)
- Karl Frithiofson (1967–1986)
- Lennart Orehag (1986–1990)
- Birger Bäckström (1991–1997)

## Lásd még
- Västra Götaland megye kormányzói
- Svéd megyekormányzók